# د. يندلي سلون
د. يندلي سلون (بالإنجليزية: D. Lindley Sloan)‏ هو قاضي ومحامي أمريكي، ولد في 3 أبريل 1874، وتوفي في 13 مايو 1962.